# Liste der Naturdenkmale in Lützelbach
Die Liste der Naturdenkmale in Lützelbach nennt die im Gebiet der Gemeinde Lützelbach im Odenwaldkreis in Hessen gelegenen Naturdenkmale.
| Bild | Bezeichnung  | Ortsteil, Lage                 | Beschreibung                  | Art          | Nr.     |
| ---- | ------------ | ------------------------------ | ----------------------------- | ------------ | ------- |
| BW   | Runder Busch | 49° 46′ 10,4″ N, 9° 5′ 37,5″ O | Höhe 20 m, Stammumfang 3,40 m | Traubeneiche | 437.451 |